# Mario Gruppioni
Mario Gruppioni   (San Giovanni in Persiceto, 13 de setembre de 1901 - Bolonya, 19 de gener de 1939) va ser un lluitador italià, especialista en lluita grecoromana, que va competir durant les dècades de 1920 i 1930.
El 1932 va prendre part en els Jocs Olímpics de Los Angeles, on va guanyar la medalla de bronze en la competició del pes semipesant del programa de lluita grecoromana.
El 1925 fou medalla de bronze al Campionat d'Europa del pes semipesant de lluita grecoromana.